# Sonnet 10
For shame deny that thou bear'st love to any,

Who for thy self art so unprovident.

Grant, if thou wilt, thou art beloved of many,

But that thou none lov'st is most evident:

For thou art so possessed with murderous hate,

That 'gainst thy self thou stick'st not to conspire,

Seeking that beauteous roof to ruinate

Which to repair should be thy chief desire.

O! change thy thought, that I may change my mind:

Shall hate be fairer lodged than gentle love?

Be, as thy presence is, gracious and kind,

Or to thyself at least kind-hearted prove:

Make thee another self for love of me,

That beauty still may live in thine or thee.
— William Shakespeare
Traduction de François-Victor Hugo
Précédent Suivant
Le Sonnet 10 est l'un des 154 sonnets écrits par le dramaturge et poète William Shakespeare.

## Texte original
Texte et typographie originale :
 FOr ſhame deny that thou bear'ſt loue to any

Who for thy ſelfe art ſo vnprouident

Graunt if thou wilt,thou art belou'd of many,

But that thou none lou'ſt is moſt euident:

For thou art ſo poſſeſt with murdrous hate,

That gainſt thy ſelfe thou ſtickſt not to conſpire,

Seeking that beautious roofe to ruinate

Which to repaire ſhould be thy chiefe deſire :

O change thy thought,that I may change my minde,

Shall hate be fairer log'd then gentle loue?

Be as thy preſence is gracious and kind,

Or to thy ſelfe at leaſt kind harted proue,

   Make thee an other ſelfe for loue of me,

   That beauty ſtill may liue in thine or thee 

## Traduction en prose
Par François-Victor Hugo :
Ô honte ! avoue que tu n’aimes personne, puisque tu es si imprévoyant pour toi-même. J’accorde, si tu veux, que tu es aimé par beaucoup : mais que tu n’aimes personne, cela est trop évident.

Car tu es tellement possédé de haine meurtrière que tu n’hésites pas à conspirer contre toi-même, en cherchant à ruiner ce faîte splendide qu’il devrait être ton plus cher désir de réparer.

Oh ! change d’idée, que je puisse changer d’opinion ! La haine sera-t-elle donc mieux logée que le doux amour ? Sois, comme est ton extérieur, gracieux et aimable ; ou sois, du moins, aimable pour toi-même.

Crée un autre toi-même pour l’amour de moi ; que ta beauté vive en ton enfant, comme en toi.

## Traduction en vers
Par Fernand Henry :
Par pudeur ! reconnais que tu n'aimes personne,

O toi qui n'a de toi qu'un si faible souci !

Tout le monde t'adore, et je ne m'en étonne.

Mais tu n'as pas d'amour, je le vois bien aussi,

Car la rage de mort qui dans ton sein bouillonne

Te pousse à conspirer contre toi sans merci :

Ainsi l'éclat divin qui sur ton front rayonne,

Bien loin de s'augmenter, sera vite obscurci.

Oh ! prends dans mon estime une place plus haute !

Pourquoi choisir la haine et non l'amour pour hôte ?

Que ton âme ait autant de gracieuseté

Que ton corps ! envers toi, du moins, montre-toi tendre !

Si tu m'aimes un peu, je t'en supplie, engendre

Un fils en qui plus tard revive ta beauté.